# Transaktinoidy
Transaktinoidy jsou chemické prvky, které se (podle svého protonového čísla) nacházejí v periodické tabulce za aktinoidy a před teoreticky předpovězenými superaktinoidy, jejich protonová čísla jsou (či mají být) 104 až 120.
Prvním, kdo přišel s představou aktinoidů, která následně vedla k uznání řady aktinoidů, byl držitel Nobelovy ceny za chemii Glenn Seaborg. Předpověděl také existenci transaktinoidů pro protonová čísla 104 až 121 a superaktinoidů pro protonová čísla 122 až 153. Podle něj byl pojmenován transaktinoid seaborgium.
Transaktinoidy současně patří mezi transurany, jelikož jsou jejich protonová čísla větší než u uranu (92).
Všechny transktinoidy mají v základním stavu valenční elektrony v podslupce 6d a 7s. S výjimkou rutherfordia a dubnia mají všechny, i ty nejstabilnější, izotopy jednotlivých transaktinoidů velmi krátké poločasy přeměny, často kratší než 1 sekunda.
Transaktinoidy se nevyskytují v přírodě, jsou vyráběny uměle v laboratořích. Žádný z těchto prvků nebyl dosud izolován v makroskopickém množství. Tyto prvky mají názvy podle fyziků či chemiků nebo podle míst, kde byly syntetizovány.
IUPAC definuje prvek jako existující, pokud existuje déle než 10−14 sekund, což je doba nutná k vytvoření elektronového obalu.

## Seznam známých transaktinoidů
- 104 Rutherfordium, Rf
- 105 Dubnium, Db
- 106 Seaborgium, Sg
- 107 Bohrium, Bh
- 108 Hassium, Hs
- 109 Meitnerium, Mt
- 110 Darmstadtium, Ds
- 111 Roentgenium, Rg
- 112 Kopernicium, Cn
- 113 Nihonium, Nh
- 114 Flerovium, Fl
- 115 Moscovium, Mc
- 116 Livermorium, Lv
- 117 Tennessin, Ts
- 118 Oganesson, Og